# Nebova
Nebova je naselje v Mestni občini Maribor.